# Țvitkove, Șîroke
Țvitkove (în ucraineană Цвіткове) este un sat în așezarea urbană Mîkolaiivka din raionul Șîroke, regiunea Dnipropetrovsk, Ucraina.

## Demografie
Componența lingvistică a localității Țvitkove
     Ucraineană (91,11%)
     Rusă (8,33%)
     Alte limbi (0,56%)
Conform recensământului din 2001, majoritatea populației localității Țvitkove era vorbitoare de ucraineană (91,11%), existând în minoritate și vorbitori de rusă (8,33%).